# Thrash Anthems
Thrash Anthems è una compilation del gruppo musicale thrash metal Destruction, pubblicata nel 2007 dalla AFM Records. È una compilation dei pezzi storici del gruppo, con due inediti: Deposition (Your Heads Will Roll) e Profanity. Dieci anni dopo è uscita la seconda parte intitolata Thrash Anthems II.

## Tracce
1. Bestial Invasion - 4:38
2. Profanity - 5:56
3. Release from Agony - 4:36
4. Mad Butcher - 3:45
5. Reject Emotions - 5:52
6. Death Trap - 4:52
7. Cracked Brain    - 3:46
8. Life Without Sense - 6:22
9. Total Desaster - 3:26
10. Deposition (Your Heads Will Roll) - 5:11
11. Invincible Force - 3:44
12. Sign of Fear - 6:36
13. Tormentor - 3:55
14. Unconscious Ruins - 4:17
15. Curse the Gods - 5:16